# Сухий Тясмин
Сухий Тясмин, Гнилий Тясмин — річка у Олександрівському районі Кіровоградської області, права притока Тясмину (басейн Дніпра).

## Опис
Довжина річки 16 км, похил річки — 1,1 м/км. Площа басейну 138 км².

## Розташування
Бере початок у селі Вищі Верещаки. Тече переважно на південний захід через Нижні Верещаки, Бірки і впадає у річку Тясмин, праву притоку Дніпра.